# Mecocerculus calopterus
El piojito alirrufo (Mecocerculus calopterus), también denominado tiranillo alirrufo (en Ecuador), tiranillo de ala rufa (en Perú) o piojito de alas rufas, es una especie de ave paseriforme de la familia Tyrannidae perteneciente al género Mecocerculus. Es nativo de regiones andinas del noroeste de América del Sur.

## Distribución y hábitat
Se distribuye a lo largo de la cordillera de los Andes por el oeste y sureste de Ecuador (al sur desde Imbabura y Zamora Chinchipe) y norte del Perú (hacia el sur hasta Lambayeque y San Martín).
Esta especie es considerada poco común en sus hábitats naturales: el dosel y los bordes de selvas y bosques montanos bajos y de estribaciones y clareras arbustivas adyacentes entre los 600 y los 2200 m de altitud.

## Sistemática

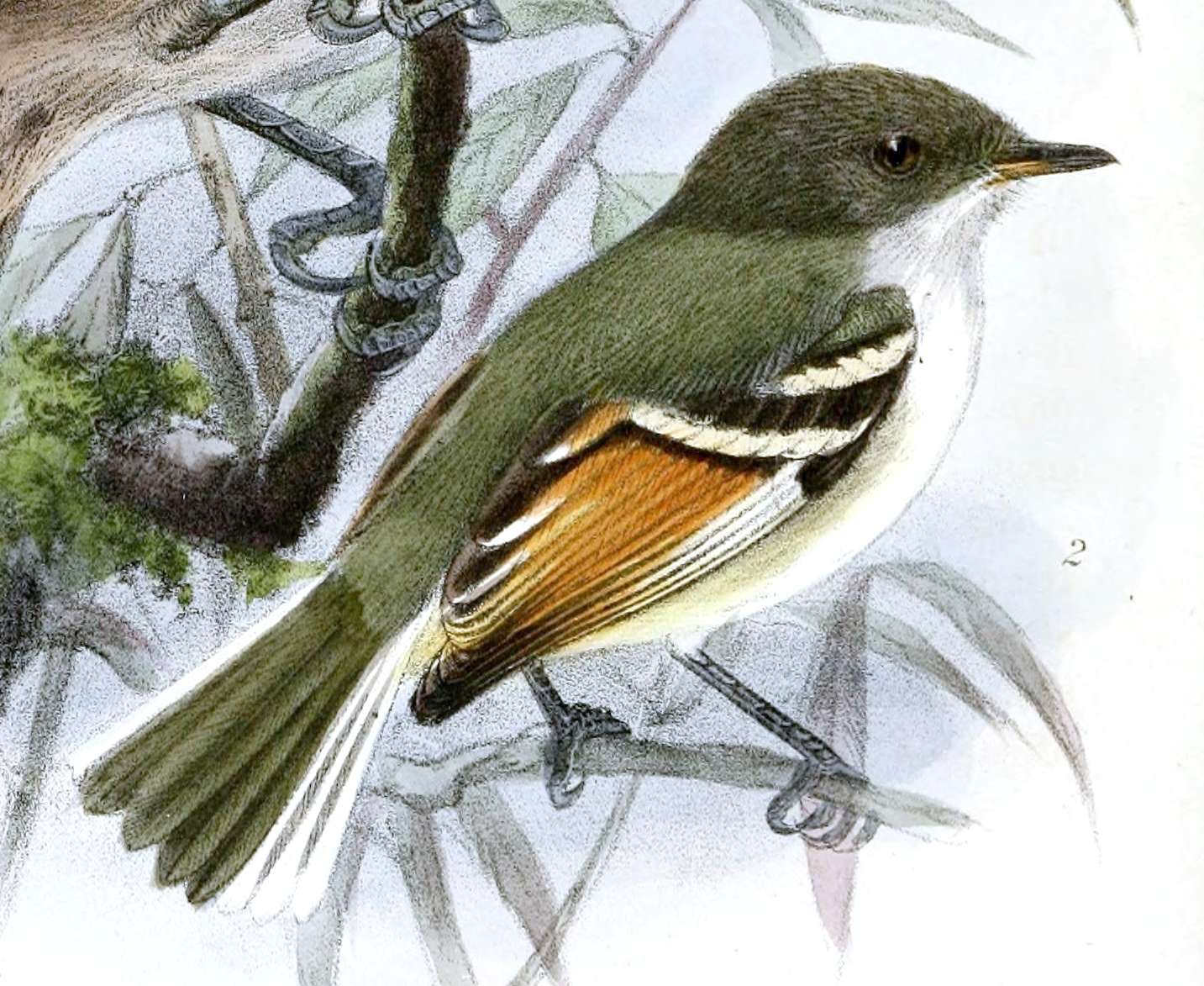
Serpophaga leucura, sinónimo de Mecocerculus calopterus, ilustración de John Gerrard Keulemans para The Ibis, 1875.

### Descripción original
La especie M. calopterus fue descrita por primera vez por el zoólogo británico Philip Lutley Sclater en 1859 bajo el nombre científico Formicivora caloptera; su localidad tipo es: «Pallatanga, Chimborazo, Ecuador».

### Etimología
El nombre genérico masculino «Mecocerculus» es un diminutivo de la combinación de palabras del griego «μηκος mēkos» que significa ‘largo’, y «κερκος kerkos» que significa ‘cola’; y el nombre de la especie «calopterus» se compone de las palabras del griego «kalos»  que significa ‘bonito’, y «pteros» que significa ‘de alas’.

### Taxonomía
Las características de la siringe sugieren que la presente especie y Mecocerculus minor pueden ser parientes del género Phyllomyias, en particular del «grupo Tyranniscus». Es monotípica.